# Франклин (округ, Огайо)
Округ Франклин (англ. Franklin County) расположен в США, штате Огайо. На 2010 год численность населения составляла 1 163 414 человек — это второй по численности населения округ в Огайо (после округа Кайахога), а также 34-й округ в США. Также округ является самым большим метрополитенским ареалом в Огайо из восьми. Окружным центром является город Колумбус, который находится в центре округа. Колумбус самый большой город в Огайо и 15-й в США по данным бюро переписи населения Соединенных Штатов Америки 2005 года. Основная часть населения — 66,56 % живёт в Колумбусе, остальная часть в пригородах, а сам округ составляет 9,42 % населения штата (по данным 2002 года).
Округ Франклин был избирательным центром на президентских и конгрессменских выборах (выборы 2000 года, президентские выборы 2004 года, промежуточные выборы 2006 года). В округе также находится один из крупнейших высших заведений США — Университет штата Огайо, в котором по состоянию на осень 2011 года обучалось 56 867 студентов (в основном кампусе).
Округ был основан 30-го апреля 1803 года, меньше чем через 2 месяца после признания Огайо штатом, и был назван в честь Бенджамина Франклина. Первоначально округ раскинулся по всему северу штата к озеру Эри, пока в штате не появились и другие округи.

## География
По данным Бюро переписи населения США территория округа составляет 1 406.4 квадратных километра, из которых 1 398.6 — суша и 7.8 — вода(0.63 %). Сейчас округ находится в регионах равнин (Till Plains) и Аппалачинского плата. В округе протекают 2 реки — Олентанджи и Сайото. Основные ручьи округа — Big Darby Creek, Walnut Creek и Alum Creek. Также в округе есть два водохранилища — Hoover Reservoir и Griggs Reservoir.

## Прилегающие округа
- Делавэр — север
- Ликинг — северо-восток
- Фэрфилд — юго-восток
- Пикавей — юг
- Мадисон — запад
- Юнион — северо-запад

## Демография
По результатам переписи населения 2000 года в округе проживало 1 068 978 человек, 438 778 домашних хозяйств и 263 705 семей. Плотность населения была 765 человек на квадратный километр. Существовало 471 016 домашняя единица со средней плотностью 337 человек на квадратный километр. Расовый состав округа составлял — 75,48 % белых, 17,89 % афроамериканцев, 0,27 % коренных американцев, 3,07 % азиатов, 0,04 % выходцев из островов Тихого Океана, 1,03 % представители других рас, 2,23 % указавшие принадлежность к более чем одной расе, 2,27 % указали на испанское или латиноамериканское происхождение.
Из 438 778 домашних хозяйств у 30,40 % были дети, проживающие с родителями, не достигшие 18-летнего возраста, 43,00 % женатых молодоженов, 13,00 % домохозяек проживающих без мужа, 39,90 % одиночек. 30,90 % домохозяйств состоят из одного человека, 7,40 % из которых старше 65 лет. Средний размер домохозяйства 2.39 человека, размер домохозяйства в котором только женщина (без мужа) — 3.03 .
25,10 % населения младше 18 лет, 11,70 % в возрасте от 18 до 24 лет, 33,30 % от 25 до 44 лет, 20,10 % от 45 до 64 лет и 9,80 % старше 65 лет. Средний возраст населения 32 года. На 100 женщин приходилось 94.5 мужчин, в возрасте от 18 и старше на 100 женщин приходилось 91.5 мужчин.
Средний годовой доход домохозяйства составлял $42 734, семьи — $53,905, мужчин — $37 672, женщин — $29 856. Доход на душу населения составлял $23,059. 8,20 % семей — 11,60 % населения округа получали меньшепрожиточного минимума, включая 14,20 % лиц младше 18 лет и 8,60 % лиц старше 65 лет.

## История
30 марта 1803 года, правительство штата Огайо санкционировало создание округа Франклин. Округ первоначально был частью округа Росс, назван был округ в честь Бенджамина Франклина. В 1816 столицей округа стал город Колумбус. Город был основан в 1812 году, а официально признан в 1816. Первоначально город не был столицей округа, административным центр тогда был город Чилликоте, затем Занесвиль, а после этого законодательное собрание штата решило перенести его в Колумбус. Колумбус был выбран в качестве места для новой столицы из-за его центрального места в штате и за доступа основных путей транспортных магистралей (в первую очередь рек) в то время. Законодательная власть выбрала этот город на роль столицы из ряда других его конкурентов: Франклинтон, Даблин, Уортингтон и Делавэр.
Изначально город Колумбус строился как столица штата Огайо, подразумевая свою политическую, экономическую и социальную роль в жизни штата. В период между началом застройки и переносом столицы в Колумбус город и округ значительно выросли. К 1813 году рабочие построили тюрьмы, и в следующем году, жителями были созданы первая церковь, школа и газеты в Колумбусе. Рабочие также завершили строительство Здания законодательного органа штата Огайо в 1814 году. Численность населения города и штата росла и в 1815 году уже насчитывала 700 человек (город), официально он стал столицей в 1824 году. В 1834 году население Колумбуса достигло 4000 человек, и он поднялся до статуса «города».

## Населенные пункты

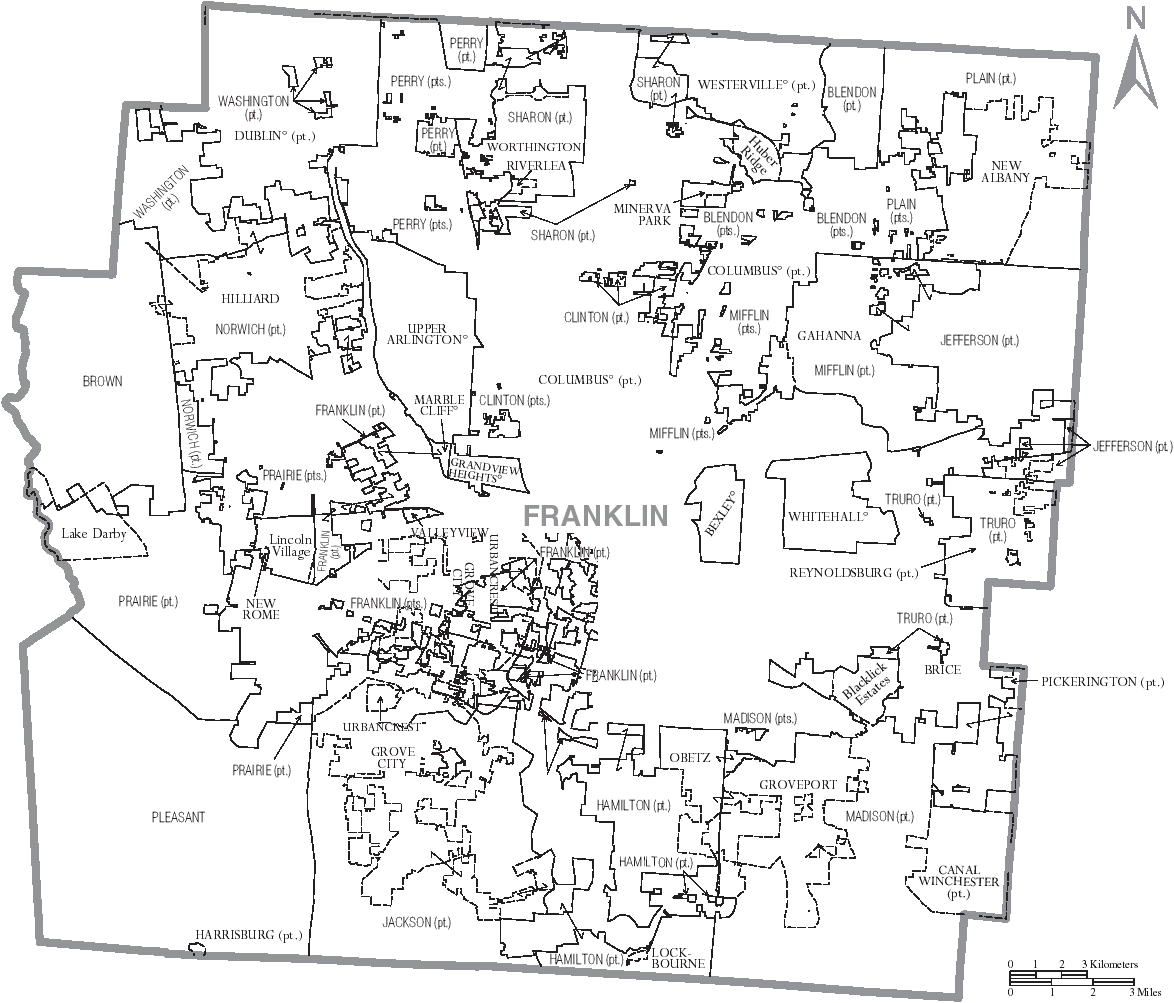
Map of Franklin County, Ohio With Municipal and Township Labels

Округ Франклин насчитывает 16 городов (city), 9 сельских населенных пунктов (village), 17 городков — поселков (township).

### Города
| - Бексли - Канал-Уинчестер - Колумбус - Даблин - Гаханна - Грандвью-Хайтс | - Гров-Сити - Гровпорт - Хиллиард - Нью-Олбани - Пикерингтон | - Рейнолдсберг - Аппер-Арлингтон - Уэстервилл - Уайтхолл - Уортингтон |

### Сёла
| - Брайс - Гаррисберг - Локборн - Марбл-Клифф - Минерва-Парк | - Обетц - Риверли - Эрбанкрест - Валливью |

### Посёлки
| - Блендон - Браун - Клинтон - Франклин - Гамильтон - Джэксон | - Джефферсон - Мадисон - Мифлин - Норуич - Перри - Плейн | - Плезант - Прери - Шарон - Труро - Вашингтон |

### Статистически обособленная местность
| - Блэклик-Истейтс - Хьюбер-Ридж | - Лейк-Дарби - Линкольн-Виллидж |

### Невключённая территория
| - Амлин - Блэклик - Дарбидейл | - Флинт - Галлоуэй | - Джорджесвилл - Нью-Ром |